# Рокбрюн-Кап-Мартен
Рокбрю́н-Кап-Марте́н (фр. Roquebrune-Cap-Martin, окс. Ròcabruna Caup Martin, итал. Roccabruna Capo Martino) — коммуна и престижный курорт на Лазурном Берегу на юго-востоке Франции в регионе Прованс — Альпы — Лазурный берег, департамент Приморские Альпы, округ Ницца, кантон Ментона. До марта 2015 года коммуна административно входила в состав упразднённого кантона Ментона-Уэст (округ Ницца). В единую административную единицу входят горная средневековая деревня Рокбрюн-Виллаж (фр. Roquebrune-Village) и собственно курорт Рокбрюн-Кап-Мартен.
Площадь коммуны — 9,33 км², население — 13 067 человек (2006) с тенденцией к стабилизации: 12 641 человек (2012), плотность населения — 1354,9 чел/км².

## Население
Население коммуны в 2011 году составляло 12 450 человек, а в 2012 году — 12 641 человек.
| 1962 | 1968 | 1975  | 1982  | 1990  | 1999  | 2006  | 2011  | 2012  |
| ---- | ---- | ----- | ----- | ----- | ----- | ----- | ----- | ----- |
| 6529 | 8345 | 10996 | 12450 | 12376 | 11692 | 13067 | 12450 | 12641 |

Динамика численности населения:

## Экономика
В 2010 году из 7833 человек трудоспособного возраста (от 15 до 64 лет) 5890 были экономически активными, 1943 — неактивными (показатель активности 75,2 %, в 1999 году — 70,5 %). Из 5890 активных трудоспособных жителей работали 5387 человек (2806 мужчин и 2581 женщина), 503 числились безработными (171 мужчина и 332 женщины). Среди 1943 трудоспособных неактивных граждан 609 были учениками либо студентами, 635 — пенсионерами, а ещё 699 — были неактивны в силу других причин.
На протяжении 2010 года в коммуне числилось 6464 облагаемых налогом домохозяйства, в которых проживало 11 053,5 человека. При этом медиана доходов составила 22 тысячи 179 евро на одного налогоплательщика.

## Рокбрюн-Виллаж
Эта деревня относится к так называемым «каменным гнёздам» — укрепленным поселениям, которые местные жители создали, спасаясь в VIII веке от сарацинских набегов. В 970 году здесь на высокой скале графом Вентимилья был заложен замок, а в XIII веке возведена башня со стенами трёхметровой толщины. Замок неоднократно перестраивала семья Гримальди, но в начале XX века его купил англичанин Уильям Интрем, который пристроил английскую башню.
Исторический облик деревни хорошо сохранился. При въезде в неё стоит оливковое дерево, крона которого достигает в диаметре 8 метров. Утверждается, что ему около четырёх тысяч лет. Живший в Рокбрюне французский историк Аното приводил к этому дереву своих учеников, будущих премьер-министров Франции Клемансо, Пуанкаре, Бриана.
Представляет интерес церковь св. Маргариты XVII века с копией фрески Микеланджело «Страшный суд». На краю деревни стоит часовня Ла-Поз XV века — она возведена в благодарность за избавление Рокбрюна от чумы. Начиная с 1467 года от часовни ежегодно 5 августа отправляется красочная процессия. Местные жители разыгрывают сцены из жизни Иисуса Христа. Роли в этой процессии передаются в семье из поколения в поколение.
Рокбрюн-Виллаж называют ещё Верхним Рокбрюном, чтобы не путать с курортным Рокбрюном, расположенным на побережье. Нижний Рокбрюн застроен типичными домами и не представляет интереса с архитектурной точки зрения.
На кладбище Рокбрюн-Виллаж похоронены Великий Князь Александр Михайлович, его жена Великая Княгиня Ксения Александровна и один из их сыновей.

## Рокбрюн-Кап-Мартен
Прибрежный Рокебрюн в настоящее время представляет единое целое с городком Кап-Мартен. Здесь любила бывать английская королева Виктория. Отдыхали здесь французская императрица Евгения, Коко Шанель, Грета Гарбо, Уинстон Черчилль. По прибрежной тропе — от расположенного на оконечности мыса парка и до Монако — любил гулять житель этих мест прославленный архитектор Ле Корбюзье (1887—1965). Променад этот сейчас носит его имя.
В этом курортном местечке есть свой железнодорожный вокзал, на платформах которого останавливаются поезда класса TER.

## Города-побратимы
- Профондвиль, Бельгия

## Достопримечательности (фотогалерея)
- Вид на побережье
- Улица в старой части города
- Замок
- Интерьер церкви Святой Маргариты
- Главная башня замка
- В центре города
- Могила великой княгини Ксении Александровны Романовой

<